# Emmanuelle Riva
Emmanule Riva (født 24. februar 1927, død 27. januar 2017) var en fransk skuespillerinde, bedst kendt for sine roller i film som Hiroshima, min elskede (1959) og Amour (2012), hvor hun spiller den pensionerede musikpædagog "Anne".